# 안홍준
안홍준(安鴻俊, 1951년 3월 2일~)은 대한민국의 의사이자 정치인이다. 제17·18·19대 국회의원을 지냈다.

## 학력
- 1964년 함안군북국민학교 졸업
- 1967년 마산중학교 졸업
- 1970년 마산고등학교 졸업
- 1976년 부산대학교 의과대학 M.D.
- 1984년 부산대학교 의과대학원 M.S.
- 1996년 경상국립대학교 의과대학원 Ph.D

## 경력
- 1975년~1980년: 부산대학교병원인턴 및 산부인과 전문의
- 1980년: 대한민국 육군 군의관 대위 임관
- 1981년: 대한민국 육군 군의관 소령 진급
- 1983년: 대한민국 육군 군의관 소령 예편
- 1983년~1985년: 인제대학교 의과대학 조교수
- 1987년~1990년: 적십자중앙봉사회 부회장
- 1987년: 부산대학교 의과대학 외래교수
- 1987년: 인제대학교 의과대학 외래교수
- 1990년~1992년: 마산, 창원 청소년의 전화 이사장
- 1992년~1998년: 정의로운사회를 위한 마산, 창원 시민연합 상임의장
- 1993년~2007년: 3.15의거 기념사업회 부회장
- 1995년~1997년: 언론바로세우기 마산, 창원 연대회의 상임대표
- 1996년~2003년: 위천공단저지 및 낙동강 살리기 경남총궐기본부 본부장
- 1997년~2002년: 공명선거실천시민운동 경상남도협의회 상임의장
- 1999년~2003년: 마산, 창원, 진해 참여자치시민연대 상임대표
- 1999년~2003년: 바른선거를위한 경남도민모임 회장
- 2000년~2003년: 바른선거시민모임전국연합회 공동대표
- 2001년~2003년: KBS 시청자위원회 부위원장
- 2003년: 지방분권운동 경남본부 상임대표, 전국공동대표
- 2013년 6월~: 동아시아국제정치학회 고문
- 2013년 12월: 한·인도네시아 동반자협의회 이사장
- 2014년 6월~: 세계한인여성회장협의회 상임고문
- 2017년 3월: 동국대학교 특임교수
- 2017년 3월: 창신대학교 석좌교수
- 2017년 4월: 통일한국당 대표
- 2017년 5월: 자유한국당 복당
- 단하나의디딤돌 상임고문
- 북한대학원대학교 초빙교수

## 의정활동

### 17대
- 2004년 5월~2008년 5월 제17대 국회의원(경남 마산을)
- 국회 건설교통위원회 위원
- 건교위 법안심사 소위원장
- 국회 정각회 간사장
- 한나라당 경남도당 수석부위원장
- 국회 환경노동위원회 위원
- 2005년 한나라당 제4정책조정위원장
- 2006년 정각회 부회장
- 2006년 국회 예산결산특별위원회 위원
- 2007년~2008년 한나라당 노동위원회 경남위원장
- 2007년~2008년 한나라당 대외협력위원회 위원장
- 2007년 제17대 대통령 선거 중앙선대위 국민참여본부장
- 2007년 제17대 대통령 선거 중앙선대위 직능정책본부 환경위원장
- 2007년 제17대 박근혜 한나라당 경선 후보 경남선거대책위원장

### 18대
- 2008년 5월~2012년 5월 제18대 국회의원(경남 마산을)
- 2008년 한나라당 서민행복 추진본부 부본부장
- 2008년 한나라당 경남도당 위원장
- 2008년 한나라당 제5정책조정위원회 위원장
- 2008년 한나라당 대외협력위원회 위원장
- 2008년 한나라당 식품안전특별위원회 위원장
- 2008년 국회 보건복지가족위원회 위원 겸 한나라당 간사
- 2008년 국회 보건복지가족위 법안심사소위원회 위원장
- 2009년~2010년 한나라당 제1사무부총장
- 국회 국토해양위원회 위원
- 2011년 11월 한미FTA 찬성

### 19대
- 2012년 5월~2016년 5월 제19대 국회의원(경남 창원시 마산회원구)
- 2012년 6월~2014년 새누리당 인재영입위원장
- 2012년 6월 새누리당 아동학대방지 및 권리보장 특별위원회 위원장
- 2012년 7월~2013년 3월 제19대 국회 전반기 외교통상통일위원회 위원장
- 2013년 3월~2014년 5월 제19대 국회 외교통일위원회 위원장
- 2014년 6월~2016년 5월 제19대 국회 후반기 교육문화체육관광위원회 위원
- 2015년 1월 새누리당 아동학대근절특별위원회 위원장
- 2015년 9월 새누리당 국가 간호·간병제도 특별위원회 위원장

## 역대 선거 결과
|  | 49.35% |

|  | 64.14% |

|  | 53.85% |

## 소속 정당
| 소속 정당 | 소속 정당  | 소속 기간 | 비고      |
| --------- | ---------- | --------- | --------- |
|           | 한나라당   | 2004~2012 | 정계 입문 |
|           | 새누리당   | 2012~2017 | 당명 변경 |
|           | 자유한국당 | 2017      | 당명 변경 |
|           | 무소속     | 2017      | 탈당      |
|           | 통일한국당 | 2017      | 입당      |
|           | 무소속     | 2017      | 탈당      |
|           | 자유한국당 | 2017~2020 | 복당      |
|           | 미래통합당 | 2020      | 합당      |
|           | 국민의힘   | 2020~현재 | 당명 변경 |

## 같이 보기
- 마산시 을 (2004년 선거구)
- 마산시의 국회의원
- 창원시 마산회원구 (선거구)
- 창원시 마산회원구의 국회의원